# Skyttstennäs norr
Skyttstennäs norr är en bebyggelse i den norra delen av orten Skyttstennäs i Skogs-Tibble socken i Uppsala kommun, Uppsala län belägen cirka 3 km söder om Järlåsa. SCB avgränsade mellan 1995 och 2020 denna bebyggelsen som en del av småorten Skyttstennäs. Vid avgränsningen 2020 delades bebyggelsen upp i två småorter, denna för den norra delen.